# Jonathan Brandis
Jonathan Gregory Brandis je bio američki glumac, scenarist i direktor. 

## Životopis
Rođen je 13. travnja 1976. godine na istočnoj obali SAD-a u gradu Danbury u saveznoj državi Connecticut. Bio je sin jedinac Grega i Mary Brandis. Otkrio ga je agent za oglašivanje iz susjedstva, što mu je već u drugoj godini omogućilo da dobije prve uloge u raznim reklamama. Pojavio se u više od 85 reklama za razne proizvode. U devetoj godini seli se s roditeljima u Los Angeles kako bi bio bliže filmskoj industriji. Glumio je u nekoliko filmova i serija, ali je ipak njegova najzapaženija uloga u seriji SeaQuest DSV u kojoj tumači mladoga znanstvenika i genija (te prije svega mladića željnog života i uspjeha) Lucasa Wolenczaka. 
To da on nije bio samo talentirani glumac i dječak lijepoga lica govori činjenica da je u trećem razredu srednje škole udvostručio svoje predmete i obveze, tako da bi godinu dana ranije mogao maturirati.
Pratilja na maturalnoj večeri bila mu je glumica Brittany Murphy. Ona je poznata po ulozi u seriji Clueless (1995), te po ulogama u filmovima 8 milja (2002) i Just Married (2003).
Odluka o tome da godinu dana ranije završi srednju školu, njegova popularnost iz prijašnjih uloga, njegove izvanredne glumačke sposobnosti i nevjerojatno dobar izgled omogućili su mu da u sedamnaestoj godini počne glumiti u znanstveno-fantastičnoj seriji Stevena Spielberga SeaQuest DSV. I iako nitko nije očekivao da bi došlo do toga, ali serija se uspjela održati samo do početka treće sezone. Od početka druge sezone Jonathan Brandis bio je vodeća snaga ove SF serije. Američka televizijska kompanija NBC koja je prikazivala ovu seriju u SAD-u htjela ju je ukinuti, ali Jonathanova baza obožavatelja spasila ju je dva puta od ukidanja. Svejedno je svemu došao kraj u trećoj sezoni baš kada se činilo da je sve krenulo na bolje s novom glumačkom ekipom, novim kombinacijama scenarija, pa čak i novim imenom za seriju, SeaQuest 2032. Jonathan je napisao scenarij za jednu epizodu ove serije u drugoj sezoni i baš se spremao na to da režira jednu epizodu kada je serija ukinuta. Sve od serije SeaQuest glumio je ili u nisko budžetnim filmovima koji su većinom snimani za televiziju, ili je pak imao manje uloge u velikim produkcijskim filmovima kao što su Zajahati s vragom.
Napisao je scenarij pod naslovom Sijamski San po kojem se trebala snimiti epizoda u prvoj sezoni serije SeaQuest DSV. No nije bio prihvaćen jer su svi scenariji za tu sezonu već bili napisani, što ga je razočaralo. Kako je druga sezona bila prilično otvorena za prijedloge njegov scenarij je ipak prihvaćen. Pošto su u drugoj sezoni uvedene neke promjene scenarij se morao djelomično izmijeniti kako bi odgovarao novoj glumačkoj postavi.
Nominiran je šest puta za američku nagradu za mlade glumce Youth in Film Awards od 1991. do 1995. godine. 1993. godine nominiran je dva puta. 1994. godine na petnaestoj godišnjoj dodjeli te nagrade osvaja nagradu za najboljeg mladog glumca u vodećoj ulozi u televizijskoj seriji za SeaQuest DSV.
Za vrijeme svoje najveće popularnosti dok je glumio u seriji SeaQuest, pa sve do danas bio je jedina tinejdžerska zvijezda čije su se slike pojavljivale u najvećem broju na naslovnicama tinejdžerskih časopisa u SAD-u. Slike, posteri, intervjui i informacije o njemu su u to vrijeme postali svakodnevica u svim tinejdžerskim časopisima diljem SAD-a. U to vrijeme Jonathan postaje tinejdžerska nacionalna zvijezda u SAD-u. U tom vremenu imao je čak i svoju osobnu kolumnu u tinejdžerskom časopisu BOP u kojoj je davao savjete.
Tijekom svoje karijere izrazio je želju da se bavi i drugim poslovima unutar filmske industrije. Želja mu je bila da se više pozabavi režiranjem nego glumom. Ujedno mu je i želja bila da piše scenarije za razne filmske projekte (filmove, serije, itd.).
Osim što je glumio u seriji SeaQuest, glumio je i u brojnim drugim serijama i filmovima.
2002. godine Jonathan je bio na audiciji za ulogu Anakina Skywalkera za film Georga Lucasa Zvjezdani ratovi, Epizoda 2: Klonovi napadaju, ali je nije dobio.

## Privatni život
Tijekom svog kratkog života bio je u nekoliko veza s nekoliko glumica. Glumice s kojima je bio u vezi su: Tatyana M. Ali, Heather McComb, Vinessa Shaw i Monica Keena.
Od svih njegovih veza medijima je ipak bila najzanimljivija ona s glumicom Tatyanom M. Ali koja je poznata po ulozi u seriji Princ iz Bel Aira, gdje je tumačila Ashley Banks.

## Smrt
11. studenog 2003. godine u 27. godini života odlučio si je oduzeti život tako što se objesio u hodniku ispred svoga stana u Los Angelesu. Neko vrijeme nakon toga što se je objesio pronalazi ga prijatelj kako u nesvijesti visi na užetu. Odmah je nakon toga u 23 sata i 40 minuta pozvao hitnu pomoć koja ga je prebacila u Cedars Sinai Medical Center gdje je i naposljetku umro od ozljeda koje si je zadao. Medicinsko osoblje ga je proglasilo mrtvim u 14 sati i 45 minuta 12. studenog 2003. godine.
Prilikom pretrage njegovog stana policija nije pronašla nikakvu oproštajnu poruku. Toksikološki nalazi su pokazali da se u njegovom tijelu nisu nalazile nikakve droge ili druge supstance koje bi utjecale na njegovu odluku da si oduzme život. Obdukcija je pokazala da je umro od posljedica ozljeda koje si je zadao jer je predugo visio na užetu u svome stanu.
Jonathanova smrt predstavlja misterij stoga što nisu poznati mogući razlozi zbog kojih si je oduzeo život, iako postoji mnogo spekulacija i nagađanja oko njegove smrti i razloga zbog kojih si je oduzeo život od kojih ni jedan nije potvrđen.
Njegov pepeo nalazi se u posjedu njegove obitelji.

## Filmografija
- 111 Gramercy Park (2003) (TV serija) .... Will Karnegian
- Puerto Vallarta Squeeze (2003) .... Agent Neil Weatherford
- The Year That Trembled (2002) .... Casey Pedersen
- Hartov rat (2002) .... Pvt. Lewis P. Wakely
- A Fate Totally Worse Than Death (2000) .... Drew
- Zajahati s vragom (1999/I) .... Cave Wyatt
- Outside Providence (1999) .... Mousy
- Between the Sheets (1998) .... Robert Avacado
- Two Came Back (1997) (TV film) .... Jason
- Fall Into Darkness (1996) (TV film) .... Chad
- Born Free: A New Adventure (1996) (TV film) .... Randal 'Rand' Everett Thompson
- Her Last Chance (1996) (TV film) .... Preston
- Universal Studios Summer Blast (1994) (TV Specijal) .... Pojavljauje se kao gost
- SeaQuest 2032 (1995) (TV serija) .... Lucas Wolenczak
- Good King Wenceslas (1994) (TV film) .... Princ Wenceslas
- SeaQuest DSV (1993/1994) (TV serija) .... Lucas Wolenczak
- Aladdin (1993/I) (TV crtana serija) (glas) .... Mozenrath
- Sidekicks (1992) .... Barry Gabrewski
- Ladybugs (1992) .... Matthew/Martha
- Our Shining Moment (1991) (TV) .... Michael 'Scooter' McGuire
- The Flash (1990) (TV) .... Terry
- Ono (TV film Stephena Kinga) (1990) .... William 'Stuttering Bill' Denbrough (12 godina)
- The NeverEnding Story II: The Next Chapter (1990) .... Bastian Bux
- Ghost Dad (1990) (glas) .... Dodatni glasovi
- Očuh II (1989) .... Todd Grayland .... aka: Stepfather 2: Make Room for Daddy, The (1989)
- Oliver & Company (1988) (glas) .... Dodatni glasovi
- The Wrong Guys (1988) .... Kid Tim
- Poor Little Rich Girl: The Barbara Hutton Story (1987) (TV) .... Lance (11 godina)
- Fatal Attraction (1987) .... Gost na zabavi
- Mystery Magical Special (1986) (TV) .... Jonathan .... aka: Marc Summers' Mystery Magical Special (1986) (TV) (SAD: potpuni naslov)
- One Life to Live (1982/1986) (američka sapunica) .... Mladi Kevin Riley Buchanan

Producentska filmografija
- The Slainesville Boys (2004)

Redateljska filmografija
- The Slainesville Boys (2004)
  - Film The Slainesville Boys, koji je završen kratko prije njegove smrti 2003. godine bio bi njegov redateljski i producentski debi.

Spisateljske zasluge
- SeaQuest DSV (TV serija, druga sezona; scenarij; epizoda Sijamski san) (Scenarij je bio namijenjen za prvu sezonu, ali nije bio prihvaćen u prvoj sezoni nego tek u drugoj uz manje preinake)

## Vanjske poveznice
- Jonathan Brandis u internetskoj bazi filmova IMDb-u (engl.)